# Tōin Kinmori
Tōin Kinmori (洞院 公守, [[[1249]] - 1317] Erro: {{japonês}}: texto da transliteração contém caractere não latino (pos 19) (ajuda)), foi um Nobre do período Kamakura da História do Japão.

## Vida e carreira
Foi filho de Tōin Saneo membro do Ramo Tōin (originário do Ramo Kanin do Clã Fujiwara).
Ingressou na Corte Imperial em 1253 durante o reinado do Imperador Go-Fukakusa, em 1261 foi nomeado como oficial assistente de sua irmã maior Tōin Kitsushi, consorte do Imperador Kameyama. Em 1266 foi nomeado  vice-governador da província de Noto.
Em 1270 foi nomeado Chūnagon e promovido a Dainagon em 1283 no reinado do Imperador Go-Uda. Foi designado Naidaijin em 1291 no reinado do Imperador Fushimi. Finalmente foi nomeado Daijō Daijin em 1299 durante o reinado do Imperador Go-Fushimi.
Em 1305 abandonou sua vida na Corte e se converteu em monge budista com o nome de Sogen vindo a falecer em 1317.
Teve como filhos Tōin Saneyasu, Ōgimachi Saneakira (fundador do Ramo Ōgimachi), o monge Kenjo, entre outros.
| Precedido por Tōin Saneo           | -- 2º Líder dos Tōin Fujiwara | Sucedido por Tōin Saneyasu |
| Precedido por Saionji Sanekane     | 53º Daijō Daijin (1299)       | Sucedido por Nijō Kanemoto |
| Precedido por Ōinomikado Nobutsugu | 85º Naidaijin (1291)          | Sucedido por Nijō Kanemoto |